# Magyar Labdarúgó Szövetség
Magyar Labdarúgó Szövetség (förkortas MLSZ) är Ungerns fotbollsförbund och organiserar Ungerns högstadivision och Ungerns herrlandslag i fotboll. Förbundet finns i Budapest. Förbundet bildades 1901. Vid den tiden var Ungern en del av Österrike-Ungern, men de båda länderna bestämde sig för att ha var sitt fotbollsförbund. Magyar Labdarúgó Szövetség gick med i Fifa 1907 och Uefa 1954.